# Казахмыс (футбольный клуб)
«Казахмы́с» — казахстанский футбольный клуб, базирующийся в городе Сатпаев. Был создан при футбольной академии «Казахмыс» 30 апреля 2006 года. Цвета клуба — оранжевый, зелёный.

## История
В Первой лиге Казахстана по футболу выступал с 2006 года.
В первый сезон главным тренером ФК «Казахмыс» был назначен специалист из Бразилии Дуилио Диас Джуниор, также из Бразилии были приглашены тренер по вратарям Чарльз Убираджара, тренер по ОФП Адриано Ланцета, консультант тренера Эдивальдо, и форвард Дуглас де Соуза.

### Развитие детского футбола
При футбольной академии «Казахмыс» работала футбольная школа, в которой занимались дети из городов Сатпаев и Жезказган.
Детские команды выступали в чемпионате Республики, первенстве городов и области. В августе 2007 года команда «Казахмыс» 1993 года рождения принимала участие в международном турнире «Liverpool dream», организованным футбольной академией «Ливерпуль» (Англия) в городе Салоники (Греция), где заняла второе место. Ежегодно футбольной академией «Казахмыс» проводились международные турниры по футболу «Осенние каникулы» и «Зимние каникулы», которые были внесены в календарный план детских соревнований Федерации футбола Казахстана.

## Достижения
- 2006 — 5-е место в Первой лиге
- 2007 — 1-е место в Первой лиге
- 2008 — 1-е место в Первой лиге
- 2009 — 12-е место в Премьер-лиге
- 2010 — 7-е место в Первой лиге

Самая крупная победа в чемпионатах РК
- 2007 — «Авангард» (Петропавловск) 5:0
- 2008 — «Авангард» (Петропавловск) 6:1
- 2010 — Гефест (Караганда) 8:1
- 2010 — Асбест (Житикара) 6:2 и 6:1
- 2010 — Кызылжар (Петропавловск) 5:0

Самое крупное поражение в Чемпионате РК
- 2009 — «Тобол» (Костанай) 0:5
- 2009 — «Тараз» (Тараз) 0:5

Рекордсмен клуба по количеству сыгранных матчей
- Гейсар Алекперзаде (116 игр)
- Фёдор Симиниди (111 игр)

Лучший бомбардир в истории клуба
- Гейсар Алекперзаде(93 гола в 116 играх).

## Стадион
Домашние матчи проводил на закрытой футбольной арене Спортивно-оздоровительного комплекса (СОК) «Казахмыс» в городе Сатпаев (2300 посадочных мест).